# Repubblica partigiana del Corniolo
La Repubblica del Corniolo (conosciuta più semplicemente, specie secondo le fonti di parte fascista, come Dipartimento del Corniolo) è la denominazione assunta da un territorio dell'Appennino forlivese che durante la Resistenza, occupata dai partigiani della Brigata romagnola a partire dal 15 febbraio 1944, si proclamò indipendente sino ai primi di marzo. Si può notare l'importanza evocativa e simbolica dell'ubicazione proprio nel territorio forlivese, che costituisce la zona d'origine di Benito Mussolini.
È stato ipotizzato che la Repubblica del Corniolo abbia offerto lo spunto allo scrittore inglese Victor Canning per ambientare qui, con toponimi inventati e rielaborazione delle vicende, il suo romanzo storico The Chasm (1947), non tradotto in italiano.

## Nascita
La Repubblica del Corniolo fu, a quanto si sa, il primo esempio di governo autonomo in lotta contro l'occupazione tedesca (preceduta solo, ma in altro contesto, dall'esperienza isolata della Repubblica di Maschito nel Vulture-Melfese, in terra di Basilicata). L'iniziativa precorse di diversi mesi, infatti, l'appello che, il 4 giugno 1944, dopo la liberazione di Roma da parte delle truppe alleate, il Comitato di Liberazione Nazionale Alta Italia lanciò per creare nelle zone liberate vere e proprie forme di governo amministrativo, che daranno vita a "Giunte popolari comunali", "Giunte popolari amministrative", "Giunte provvisorie di governo", "Direttòri", "Comitati di salute pubblica" (queste alcune delle denominazioni che assumeranno i governi delle repubbliche partigiane).
Il Dipartimento del Corniolo fu costituito per iniziativa del comando della Brigata Romagnola, all'epoca diretta dal comandante Libero (Riccardo Fedel). 
"Le abbondanti nevicate, cadute dal 5 al 10 febbraio 1944 tolsero alla brigata ogni possibilità operativa e di rifornimento. Il Comando, preoccupato, stabilisce lo spostamento a Corniolo […] La mattina del 15 febbraio entrammo a Corniolo salutati dalla popolazione"
“Il giorno 15 [febbraio] le forze partigiane occupavano la grossa frazione di Corniolo, a dispetto della numerosa e bene armata milizia dislocata nel capoluogo di comune distante solo qualche km. [Santa Sofia], e vi si organizzavano a difesa, trasferendo nell’abitato tutti i servizi di comando…”..
I rapporti (soprattutto economici) che i partigiani avrebbero tenuto con la popolazione furono regolati da un documento predisposto da  Antonio Carini  (Orso/i) e Guglielmo Marconi (Paolo) e sottoscritto dal comandante della Brigata Riccardo Fedel (Libero).
“Cittadini del Comune di Santa Sofia. Da quattro anni il Popolo italiano deve sopportare una guerra voluta dai ricchi e condotta dai suoi servi «i fascisti». Parecchi fra voi avranno perduto qualche familiare ed oggi venite anche spogliati delle vostra fatiche. Il Comando partigiano vi invita a non osservare le ordinanze emanate dai i tedeschi e fascisti. Non un uomo, non un chicco di grano, né un chilogrammo di carne per la guerra fascista. Vi è solo un esercito da appoggiare ed è quello partigiano. I vostri figli che sono anche nostri fratelli saranno fraternamente accolti ed assieme combatteremo per un’Italia felice. Il vostro grano versatelo al Comando partigiano, le vostra bestie vendetele a noi. I prezzi vigenti saranno i seguenti: l’ammasso fascista pagava L. 7 al kg. Le bestie, noi pagheremo L. 14. Il maiale da L. 17 al kg. Sarà portato a L. 34. Il grano egualmente raddoppiato dal prezzo pagato all’ammasso. Ascoltate e accogliete il nostro invito. 16 gennaio 1944 --- Il comandante Libero”. (Guglielmo Marconi (Paolo), Vita e ricordi sull’8a Brigata romagnola, Rimini, Storie e storia, 1984, p. 66).

## Territorio, giurisdizione e amministrazione partigiana
"La giurisdizione si estende dall'omonimo paese di Corniolo (Frazione del comune di Santa Sofia -Forlì-) al suo comprensorio, tutto montuoso e compreso nei comuni di Santa Sofia, Premilcuore e Bagno di Romagna".
"Il Comando si installa nel palazzo di un agrario che l'ha lasciato vuoto. Vengono costituiti a tre chilometri di distanza i blocchi di sicurezza, nessuno potrà più uscire né entrare senza il lascia passare del Comando. Ha luogo un comizio per la popolazione (...). La vita funziona regolarmente (...). I contadini sono invitati a non pagare tasse al Comune di Santa Sofia fino a quando esisterà il podestà fascista". "I poteri cittadini erano consegnati ad un comitato facente capo al comando dei partigiani, che regolava la vita civile, il commercio del bestiame e riscuoteva le tasse, come risultava dal 'Diario' di don Sabino Roverelli, parroco della chiesa del posto. «L'esperienza si prolungò per circa venti giorni durante i quali furono discussi e adottati numerosi provvedimenti di gestione diretta», di riforma agraria, incluse misure «discliplinari» nei confronti dei partigiani «cui fu proibito l'uso di bevande alcoliche e l'accesso ai caffè»..
L'esperienza si concluse nei primi giorni del mese di marzo del 1944.